# Furcoppia longiseta
Furcoppia longiseta är en kvalsterart som beskrevs av Grobler 2003. Furcoppia longiseta ingår i släktet Furcoppia och familjen Astegistidae. Inga underarter finns listade i Catalogue of Life.